# Водоспади Вотервіл
Водоспа́ди Во́тервіл (англ. Waterwheel Falls) — серія водоспадів гірському пасьмі Сьєрра-Невада (Каліфорнія, США) на території Національного парку Йосеміті. Це найбільший з кількох водоспадів на річці Тоулумні. Його верхня частина містить серію з чотирьох маленьких уступів, кожен з яких створює маленький плюмаж, оскільки вода далеко відхиляється від кам'яної скелі. Унікальне явище з'являється на першому і останньому з цих уступів протягом висоководного сезону початку літа. Сильні пориви вітру можуть підняти частину бризок і здути її назад вгору, примушуючи її знову увійти до водоспаду вище за уступ. Це циклічне «водяне колесо» (англ. waterwheel) і дало водоспаду його назву.
| США | Це незавершена стаття з географії США. Ви можете допомогти проєкту, виправивши або дописавши її. |